# Madame Louis
Marie-Emmanuelle Bayonanomenada Madame Louis fou una compositora francesa del segle xviii, esposa del famós arquitecte Victor Louis.
Durant la Revolució francesa es veié obligada a emigrar, en companyia del seu marit. És autora de l'òpera Fleur d'épine estrenada a París el 1776, de diverses àries amb acompanyament de piano, publicades amb el títol de Recueil d'ariettes (1780), i de sis sonates per a clave.
Alguns autors li atribueixen les dues obres didàctiques Du doigté, des manières et de l'esprit de l'execution sur le piano i Principes de la doctrine de l'accompagnement.